# Johannes Aurifaber (Vimariensis)
Jo(h)annes Aurifaber (também: Goldschmied; Weimar, 1519 — Erfurt, 18 de novembro de 1575) foi um teólogo luterano e reformador alemão. Muitas vezes assinava seu nome como Vimariensis ou Vinariensis (de Weimar) para distinguir-se do companheiro teólogo contemporâneo Johannes Aurifaber Vratislaviensis (de Breslávia).

## Biografia

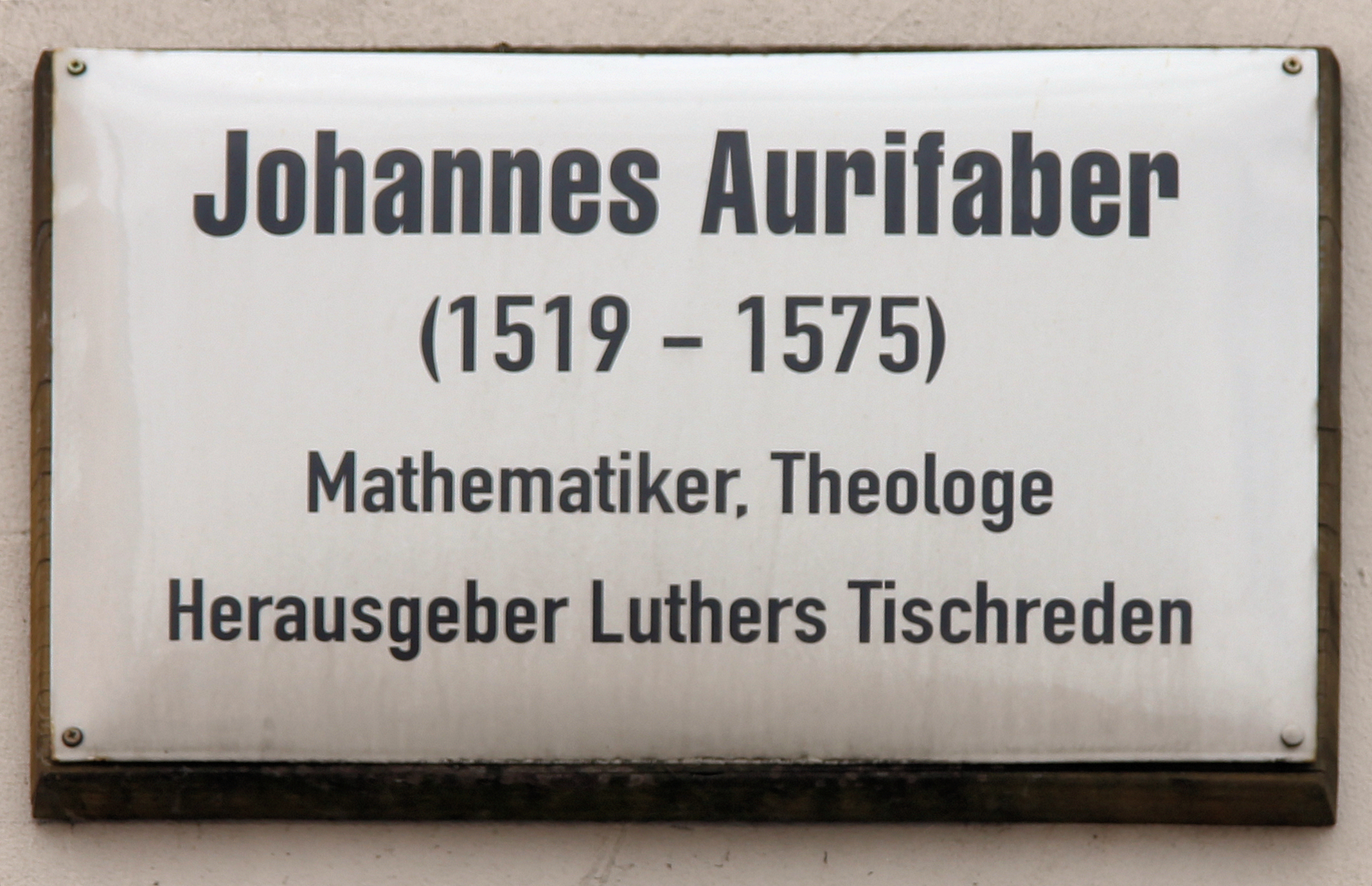
Placa comemorativa na Haus Markt 6, em Wittenberg

Ele estudou de 1537 a 1540 na Universidade de Wittenberg, onde ouviu as palestras de Martinho Lutero, e mais tarde tornou-se professor do jovem Conde de Mansfeld. Na guerra de 1544-45 acompanhou o exército no campo de batalha prestando serviço de assistência religiosa, e depois viveu com Lutero como seu famulus ou secretário particular, estando presente por ocasião de sua morte, em 1546.
No ano seguinte, passou seis meses na prisão junto com João Frederico I da Saxônia, que tinha sido capturado pelo imperador, Carlos V. Manteve por alguns anos o cargo de pregador da corte em Weimar, mas devido a disputas teológicas foi obrigado a demitir-se deste cargo em 1561. Em 1566 foi nomeado para a igreja luterana em Erfurt, e lá permaneceu até sua morte, em novembro de 1575.
Além de participar da primeira coleta ou edição de Jena das obras de Lutero (1556), Aurifaber reuniu e publicou em Eisleben em 1564-1565 vários escritos não incluídos nessa edição. Publicou também as "Cartas" de Lutero (1556, 1565), e Tischreden (1566). Este trabalho popular, que lhe deu a maioria de sua fama, é, infelizmente, uma compilação de segunda ou terceira mão.